# Ukrainische Badmintonmeisterschaft 2017
Die Ukrainische Badmintonmeisterschaft 2017 fand Anfang Februar 2017 in Charkiw statt.

## Medaillengewinner
| Disziplin    | Gold                                    | Silber                                | Bronze                          |
| ------------ | --------------------------------------- | ------------------------------------- | ------------------------------- |
| Herreneinzel | Artem Pochtarev                         | Kyrylo Leonov                         | Oleksandar Shmundyak            |
| Dameneinzel  | Mariya Ulitina                          | Natalya Voytsekh                      | Yuliya Kazarinova               |
| Herrendoppel | Artem Pochtarev Gennadiy Natarov        | Dmytro Zavadsky Valeriy Atrashchenkov | Georgiy Natarov Dmytro Karpenko |
| Damendoppel  | Elena Prus Yuliya Kazarinova            | Natalya Voytsekh Yelyzaveta Zharka    | Maria Rud Mariya Ulitina        |
| Mixed        | Valeriy Atrashchenkov Yelyzaveta Zharka | Artem Pochtarev Natalya Voytsekh      | Andriy Zinukhov Mariya Ulitina  |